# Tension II
Tension II (с англ. — «Напряжение») — семнадцатый студийный альбом австралийской певицы Кайли Миноуг. BMG Rights Management и компания Миноуг Darenote выпустили его 18 октября 2024 года в различных цифровых, физических и потоковых форматах. Он является продолжением её шестнадцатого студийного альбома Tension (2023) и описывается как пластинка, созданная под влиянием электронной музыки с элементами танцевальной. До его выхода был выпущен сингл «My Oh My» с Биби Рексой и Туве Лу, а также три дополнительных совместных сингла: «Dance Alone» с Sia, «Midnight Ride» с Орвиллом Пеком и Diplo и «Edge of Saturday Night» с диджеем The Blessed Madonna.
Сингл «Lights Camera Action» стал лид-синглом альбома и был выпущен 27 сентября 2024 года. Миноуг отправится в турне Tension Tour, продвигающее как Tension II, так и его предшественника. Турне начнётся в Перте 15 февраля 2025 года и пройдёт по Австралии, Азии, Великобритании, а также состоится в Европе, Северной Америке и Южной Америке. Это будет её первый концертный тур с лета 2019 года и первая серия выступлений после её концертной резиденции в Лас-Вегасе «More Than Just a Residency».

## Концепция
Миноуг сделала анонс в своих социальных сетях 18 сентября, а через день представила Tension II, форматы его релиза, лид-сингл «Lights Camera Action» и анонс своего тура Tension Tour. Альбом является продолжением своего предшественника и рекламируется как «высокоэнергетическая, высокооктановая» версия. Кроме того, альбом имеет более электронное звучание с дополнительными «гимнами для танцпола».

## Музыка и песни
Согласно пресс-релизу фирмы Shore Fire Media, представляющему Миноуг, альбом является продолжением своего предшественника и рекламируется как «высокоэнергетическая, высокооктановая» версия. Кроме того, альбом имеет более электронное звучание с дополнительными «гимнами танцпола». Альбом открывается композицией «Lights Camera Action», которая представляет собой «высокоэнергетический» электронный трек в клубном стиле с «бешеными синтезаторами» и «жёсткими ритмами», который длится две минуты и 42 секунды и был сравнён с её работой в альбоме Tension.
Tension II это альбом электронной музыки с различными влияниями танцевальной и клубной музыки.

## Отзывы критиков
| Совокупная оценка    | Совокупная оценка |
| Источник             | Оценка            |
| -------------------- | ----------------- |
| Metacritic           | 78/100            |
| Оценки критиков      |                   |
| Источник             | Оценка            |
| AllMusic             | [ 13 ]            |
| Clash                | 7/10              |
| Classic Pop          | [ 15 ]            |
| Financial Times      | [ 16 ]            |
| The Independent      | [ 17 ]            |
| The Irish Times      | [ 18 ]            |
| The Line of Best Fit | 9/10              |
| NME                  | [ 20 ]            |
| Rolling Stone        | [ 21 ]            |
| Slant Magazine       | [ 11 ]            |
| The Telegraph        | [ 22 ]            |
| The Times            | [ 23 ]            |

Tension II получил одобрение музыкальных критиков. Metacritic, который присваивает средневзвешенную оценку на основе рейтингов изданий, на основании шести рецензий поставил альбому 81 балл из 100, что свидетельствует о «всеобщем признании».
Перед выходом альбома Джон Эрлс из Classic Pop поставил альбому четыре звезды. Эрлс высоко оценил звучание альбома и новые песни, назвав их «достойными полного Кайли-шика». Эрлс критически отозвался о совместных работах, заявив, что они были единственной «прокладкой» к Tension II, за исключением «Edge of Saturday Night».
Кай Стюарт из Junkee назвал его одним из лучших альбомов Миноуг и «закреплением наследия Кайли в поп-музыке». Стюарт высоко оценил танцевальность альбома и стиль Миноуг, назвав его «более громким, сексуальным и неапологетичным». Хелен Браун из The Independent поставила альбому пять звезд, назвав его «более смелым, жестким и изобретательным, чем его предшественник, который был на вечеринке», и похвалив выступления Миноуг и большинство треков, за исключением «My Oh My», который Браун назвала «забытым».
Клэр Дантон из журнала The Music отметила «Lights Camera Action» и «Taboo», сказав, что альбом подарил «тот же веселый, дофаминовый опыт, который предлагают все ее альбомы». Уилл Ходжкинсон из The Times назвал его «плотным, дисциплинированным поп-диско, с крючками, которые притягивают вас, и лихорадочными кульминациями во всех нужных местах». Кроме того, The Times назвал его одним из лучших альбомов 2024 года. Эд Пауэрс, редактор журнала I, высоко оценил совместные работы, назвав «Midnight Ride» и «Hello» яркими представителями, и назвал альбом «полным набором хитов, с бездонной харизмой Кайли, подпитывающей все это». Людовик Хантер-Тилни из Financial Times посчитал, что Tension II «более близок к фирменному миноуговскому стилю», чем ее предыдущая пластинка, отметив «Taboo» как выделяющийся, и раскритиковав «Midnight Ride» как «глупую поездку» и «Dance Alone» как «бесхарактерный».
Алекса Кэмп из Slant Magazine назвала этот альбом самой «бесстыдно вкрадчивой коллекцией песен в стиле дэнс-поп» со времен альбома Aphrodite 2010 года. Однако Кэмп критически отнеслась к совместным работам, за исключением «Edge of Saturday Night», и посчитала, что их включение, а также трека «Dance to the Music», не позволило альбому стать «более сильным, чем его предшественник». Джо Маггс из The Arts Desk высоко оценил такие треки, как «Edge of Saturday Night» и «Good as Gone», и похвалил выдержку Миноуг на протяжении всего альбома, но поставил под сомнение мотив продолжения Tension, его прямолинейное танцевальное звучание, и предположил, «как мог бы звучать по-настоящему зрелый альбом Кайли?» Kronen Zeitung дала смешанную рецензию. Хотя рецензенты назвали Tension II «солидным поп-альбомом», они сочли, что он уступает Tension, ссылаясь на отсутствие запоминающегося материала и «однородный» микс.
dpa International дало альбому смешанную рецензию. Хотя рецензенты назвали Tension II «солидной работой», они раскритиковали недостаток запоминаемости, «однородный» микс и отсутствие «запоминающихся хитов».

## Коммерческий успех
В Австралии Tension II дебютировал на первом месте в национальном хит-параде ARIA Albums Chart, а также в чартах Australian Artists и Vinyl Albums. Он стал восьмым номером один студийным альбомом Миноуг, её пятым подряд чарттоппером и девятым альбомом номером один в целом по стране. Кроме того, Миноуг занимает девятое место в списке исполнителей с наибольшим количеством номерных альбомов-чарттопперов в Австралии. В Новой Зеландии альбом дебютировал на 22-м месте в Official New Zealand Music Chart, уступив её предыдущим работам. В Японии альбом дебютировал под номером 47 в чарте Billboard Japan Download Albums и на 40-м месте в чарте Oricon Digital Albums.
В Великобритании Tension II возглавил британский хит-парад UK Albums Chart, став 10-м альбомом-чарттоппером Миноуг. Этим достижением она присоединилась к ABBA, Coldplay, Queen и Майклу Джексону, став третьей женщиной-исполнительницей с наибольшим количеством альбомов номер один после Мадонны и Тейлор Свифт с 12 альбомами, по состоянию на 2024 год. Альбом также дебютировал на первом месте в чарте виниловых дисков Official Vinyl Albums Chart.

## Список композиций
| №                   | Название                                         | Автор(ы)                                                           | Продюсеры                                    | Длительность |
| ------------------- | ------------------------------------------------ | ------------------------------------------------------------------ | -------------------------------------------- | ------------ |
| 1.                  | «Lights Camera Action»                           | Кайли Миноуг Lewis Thompson Ина Вролдсен                           | Lewis Thompson                               | 2:42         |
| 2.                  | «Taboo»                                          | Стив Мак Вролдсен                                                  |                                              | 2:48         |
| 3.                  | «Someone for Me»                                 | Lostboy Sarah Hudson Brett McLaughlin Pablo Bowman Kevin Hickey    |                                              | 2:34         |
| 4.                  | «Good as Gone»                                   | Benjamin Kohn Peter Kelleher Thomas Barnes Caroline Ailin Нуни Бао |                                              | 3:09         |
| 5.                  | «Kiss Bang Bang»                                 | Миноуг Oliver Peterhof Neave Applebaum Alna Hofmeyr James Norton   |                                              | 2:27         |
| 6.                  | «Diamonds»                                       | Миноуг Jennifer Decilveo Vaughn Oliver Jesse St. John              |                                              | 2:42         |
| 7.                  | «Hello»                                          | John Morgan William Lansley Вролдсен Applebaum                     |                                              | 2:44         |
| 8.                  | «Dance to the Music»                             | Миноуг Decilveo Oliver St. John Tobias Wincorn                     |                                              | 2:31         |
| 9.                  | «Shoulda Left Ya»                                | Миноуг Biff Stannard Gez O'Connell Duck Blackwell                  |                                              | 2:20         |
| 10.                 | «Edge of Saturday Night» (с The Blessed Madonna) | Миноуг Джин Джин Мареа Стэмпер Рэйчел Кин                          | The Blessed Madonna Dance System Pat Alvarez | 3:26         |
| 11.                 | «My Oh My» (с Биби Рексой и Туве Лу)             | Mac Вролдсен Туве Лу                                               | Mac                                          | 3:01         |
| 12.                 | «Midnight Ride» (с Орвиллом Пеком и Дипло)       | Миноуг Орвилл Пек Christopher Stracey Marta Cikojevic              | Дипло Пек Stracey Picard Brothers            | 3:31         |
| 13.                 | «Dance Alone» (с Sia)                            | Sia Furler Джесси Шаткин                                           | Shatkin Jim-E Stack                          | 2:52         |
| Общая длительность: | Общая длительность:                              | Общая длительность:                                                | Общая длительность:                          | 36:47        |

## Чарты
| Чарт (2024)                                  | Высшая позиция |
| -------------------------------------------- | -------------- |
| Австралия (ARIA)                             | 1              |
| Бельгия/Фландрия (Ultratop)                  | 4              |
| Бельгия/Валлония (Ultratop)                  | 3              |
| Канада (Canadian Albums Chart)               | 64             |
| Нидерланды (Album Top 100)                   | 5              |
| Финляндия (Suomen virallinen lista)          | 27             |
| Германия (Offizielle Top 100)                | 4              |
| Ирландия (Irish Albums Chart)                | 8              |
| Италия (FIMI)                                | 25             |
| Япония (Download Albums, Billboard Japan)    | 47             |
| Япония (Digital Albums, Oricon)              | 40             |
| Новая Зеландия (RMNZ)                        | 22             |
| Шотландия (Scottish Albums Chart)            | 1              |
| Швейцария (Schweizer Hitparade)              | 4              |
| Швеция (Physical Albums, Sverigetopplistan)  | 2              |
| Великобритания (UK Albums Chart)             | 1              |
| Великобритания (UK Independent Albums Chart) | 1              |
| США (Billboard 200)                          | 98             |
| США (Billboard Independent Albums)           | 14             |
| США (Billboard Dance/Electronic Albums)      | 2              |

### Комментарии
1. ↑  Утверждается в источниках в ссылках[4][5][6][7][8][9]
2. ↑  Утверждается в источниках в ссылках: [3][10][11]